# Garcinia gerrardii
Garcinia gerrardii là một loài thực vật có hoa trong họ Bứa. Loài này được Harv. ex Sim mô tả khoa học đầu tiên năm 1907.